# Rhodellophyceae
Classe
Ordres de rang inférieur
- Dixoniellales
- Rhodellales

Les Rhodellophyceae sont une classe d'algues rouges unicellulaires de la sous-division des Rhodophytina.

## Liste des ordres et familles
Selon AlgaeBase (6 août 2013) et World Register of Marine Species (6 août 2013) :
- ordre des Dixoniellales Yokoyama, J.L.Scott, G.C.Zuccarello, M.Kajikawa, Y.Hara & J.A.West, Yokoyama, J.Scott, G.Zuccarello, M.Kajikawa, Y.Hara & J.West
- ordre des Glaucosphaerales E.C.Yang, J.L.Scott, H.S.Yoon & J.A.West
- ordre des Rhodellales H.S.Yoon, K.M.Müller, R.G.Sheath, F.D.Ott & D.Bhattacharya

Selon ITIS (6 août 2013) :
- ordre des Rhodellales

Selon NCBI (6 août 2013) :
- ordre des Dixoniellales
  - famille des Dixoniellaceae
- ordre des Rhodellales
  - famille des Rhodellaceae